# 南苑区
南苑区（なんえん-く）は中華人民共和国北京市にかつて存在した市轄区。

## 歴史
1952年に新設された。1958年に廃止され豊台区に統合され消滅した。

## 行政区画
| 前の行政区画 - | 北京市の歴史的地名 1952年 - 1958年 | 次の行政区画 豊台区 |